# Chester C. Thompson
Chester Charles Thompson (* 19. September 1893 in Rock Island, Illinois; † 30. Januar 1971 ebenda) war ein US-amerikanischer Politiker. Zwischen 1933 und 1939 vertrat er den Bundesstaat Illinois im US-Repräsentantenhaus.

## Werdegang
Chester Thompson besuchte die öffentlichen Schulen seiner Heimat. Zwischen 1910 und 1932 arbeitete er im Gipserhandwerk. Während des Ersten Weltkrieges diente er in den Jahren 1918 und 1919 als Korporal in der Küstenartillerie. Von 1922 bis 1926 war er Kämmerer im Rock Island County; von 1927 bis 1933 amtierte er als Bürgermeister der Stadt Rock Island. Politisch war er Mitglied der Demokratischen Partei. Von 1930 bis 1932 gehörte er deren Staatsvorstand in Illinois an.
Bei den Kongresswahlen des Jahres 1932 wurde Thompson im 14. Wahlbezirk von Illinois in das US-Repräsentantenhaus in Washington, D.C. gewählt, wo er am 4. März 1933 die Nachfolge des Republikaners John Clayton Allen antrat. Nach zwei Wiederwahlen konnte er bis zum 3. Januar 1939 drei Legislaturperioden im Kongress absolvieren. Während seiner Zeit im Kongress wurden dort die meisten der New-Deal-Gesetze der Bundesregierung unter Präsident Franklin D. Roosevelt verabschiedet. Thompson war ein Anhänger des Präsidenten und dieser Gesetze. Im Jahr 1935 wurden erstmals die Bestimmungen des 20. Verfassungszusatz angewendet, wonach die Legislaturperiode des Kongresses jeweils am 3. Januar endet bzw. beginnt.
Im Jahr 1938 wurde Thompson nicht wiedergewählt. Zwischen 1939 und 1944 war er Präsident der Inland Waterways Corporation. Danach fungierte er von 1944 bis 1957 als Präsident der American Waterways Operators Inc. Von 1961 bis zu seinem Tod war er Vorsitzender der Geschworenenkommission im Rock Island County. Er starb am 30. Januar 1971 in seiner Heimatstadt Rock Island.